# Роувен Хенингс
Роувен Хенингс (на немски: Rouwen Hennings) е немски футболист, роден на 28 август 1987 в Бад Олденслое, Германия.

## Кариера
До 2000 г. Хенингс тренира във ФфЛ Бад Олденслое, а след това преминава в школата на Хамбургер ШФ. Въпреки че присъства в състава на А отбора, той все още няма изигран мач в Първа Бундеслига. Хенингс също така е младежки национал на Германия.